# Ель-Мазраа (нохія)
Нохія Ель-Мазраа (араб. ناحية المزرعة‎‎) — нохія у Сирії, що входить до складу мінтаки Ес-Сувейда мухафази Ес-Сувейда. Адміністративний центр — місто Ель-Мазраа.
До нохії належать такі поселення:
- Ель-Мазраа → (Al-Mazra'ah);
- Ель-Дур → (al-Dur);
- Ель-Дувайрі → (al-Duwayri);
- Джедійє → (Jidiyyeh);
- Ель-Маждаль → (al-Majdal);
- Наджран → (Najran);
- Карраса → (Qarrasa);

Нохія Ель-Мазраа на мапі мінтака Ес-Сувейда

- Рімат-аль-Лухуф → (Rimat al-Lohf);
- Самі → (Sami');
- Таара → (Ta'ara);
- Самма → (Samma);
- Ат-Тіра → (Tirah).